# Halina Kwaśnicka
Halina Stanisława Kwaśnicka (ur. 22 marca 1952 w Brodach) - informatyk, specjalizująca się w sztucznej inteligencji, profesor, wykładowca na Wydziale Informatyki i Telekomunikacji Politechniki Wrocławskiej.

## Życiorys
Jest absolwentką I Liceum Ogólnokształcącego w Starachowicach oraz Wydziału Elektroniki Politechniki Wrocławskiej. W 1980 ukończyła studia doktoranckie w Instytucie Cybernetyki Technicznej, broniąc rozprawy Wykorzystanie modeli dynamiki populacji w prognozowaniu. W 2000 uzyskała stopień doktora habilitowanego za rozprawę Obliczenia ewolucyjne w sztucznej inteligencji, a w 2009 otrzymała tytuł profesora.
Była kierowniczką Katedry Sztucznej Inteligencji (poprzednio Katedra Inteligencji Obliczeniowej) działającej przy Wydziale Informatyki i Telekomunikacji Politechniki Wrocławskiej. Prowadzi wykłady na temat sztucznej inteligencji, algorytmów ewolucyjnych, systemów ekspertowych i automatycznego pozyskiwania wiedzy. Wraz z pracownikami Akademii Medycznej we Wrocławiu prowadzi badania dotyczące automatycznego pozyskiwania wiedzy i opisywania obrazów w medycynie.
Została odznaczona Brązowym (2003) i Złotym (2023) Krzyżem Zasługi.

## Dorobek naukowy
Na dorobek naukowy składa się ponad 100 artykułów naukowych, rozdziały w książkach oraz pięć książek:
- Kwaśnicka H.: Ewolucyjne projektowanie sieci neuronowych, Oficyna Wydawnicza PWr. Wrocław. 2007
- Kwaśnicka H.: Sztuczna Inteligencja. Rozwój, Perspektywy, Systemy ekspertowe, Wyższa Szkoła Zarządzania i Finansów, Wrocław 2005.
- Kwaśnicka H., Spirydowicz A.: Uczący się komputer. Programowanie gier logicznych, Oficyna Wydawnicza Politechniki Wrocławskiej, Wrocław 2004.
- Kwaśnicka H.: Obliczenia ewolucyjne w sztucznej inteligencji, Oficyna Wydawnicza Politechniki Wrocławskiej, Wrocław, 1999.
- Kwaśnicka H.: Programowanie obiektowe w Turbo Pascalu, Oficyna Wydawnicza Politechniki Wrocławskiej, Wrocław, 1995.